# Oscar Borg

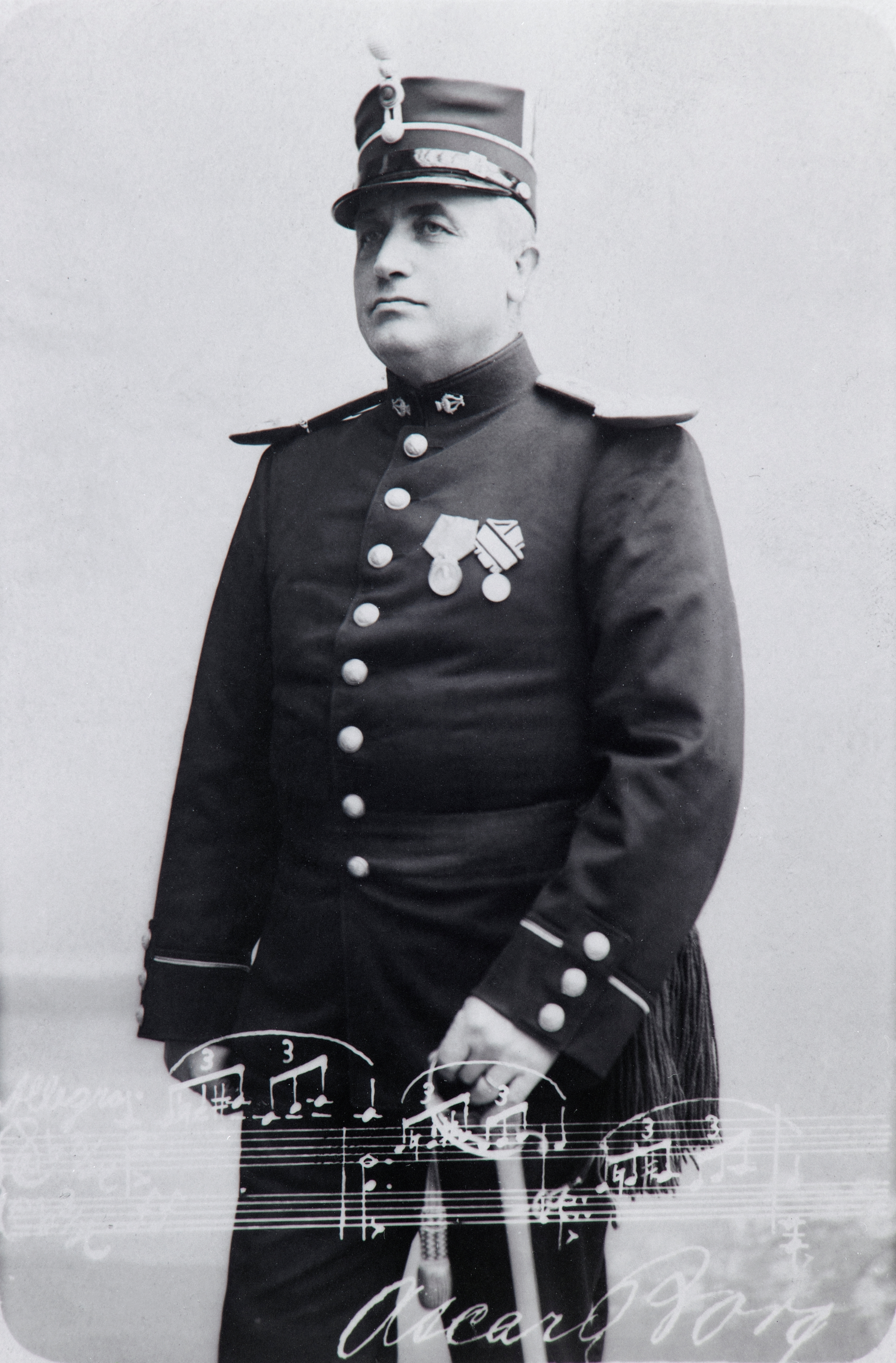
Oscar Borg in 1910

Alfred Oscar Johannessen Borg (eigenlijk: Alfred Oscar Johannessen) (Frederikshald, nu: Halden, 11 juni 1851 – aldaar, 29 december 1930) was een Noors componist, muziekpedagoog, dirigent, fluitist en organist. Hij is vooral bekend voor zijn marsen voor blaasmuziek.

## Levensloop
Zijn vader Ole Peter Johannessen (1816-1890) kwam van de boerderij Borg in Solør, vlak bij de bron van de Rotna, waar de hele familie vandaan komt. In 1870 koos Alfred Oscar de naam van de boerderij als zijn achternaam en heette sindsdien Oscar Borg. Zijn vader was muzieksergeant in het Militaire muziekkorps van de 1e brigade, die gestationeerd is op de vesting Fredriksten op een heuvel bij de stad Halden. Al op zesjarige leeftijd begeleidde Oscar zijn vader op de trom bij dansmuziek. Verder leerde hij de viool, de dwarsfluit en het kornet te bespelen. Samen met andere jeugdige muzikanten (6 tot 7 jongens) richtte hij een kleine muziekkapel op en begon te componeren; tot zijn eerste werken behoorde de Tistedal galop. Op 13-jarige leeftijd werd hij als muziekstudent toegelaten in de muziekkapel van de 1e brigade (1. Brigades Musikkorps i Halden), die toen onder leiding stond van Friedrich August Reißiger. Als spoedig speelde hij dwarsfluit in het militaire harmonieorkest. 
Bij een bezoek aan Noorwegen hoorde de toenmalige kroonprins Oscar II van Zweden tijdens een concert het talent van de fluitist Oscar Borg en haalde hem in 1869 met een studiebeurs naar de Musikaliska Akademien, zoals de huidige Kungliga Musikhögskolan in Stockholm toen nog heette. In de lente van 1872 studeerde hij aldaar af als Primus inter pares in zijn klas. Hij keerde terug als muzikant in de Brigade muziek in Halden. Op 26 oktober 1872 verzorgde hij als solist op dwarsfluit en viool met dit militaire orkest in zijn geboortestad een concert. In hetzelfde jaar richtte Borg als instructeur het Saugbrugs hoornsextet op. Een van de laatste gezamenlijke optredens van Reißiger en Borg in Halden was de feestelijke opening door koning Oscar II van Zweden van de "Smaalensbanen" en de "Dalslandsbanen". Voor deze gelegenheid schreef Borg zijn beroemde humoristische Jernbane-Galop (Spoorweg galop). Toen Friedrich August Reißiger in 1881 ontslag nam bij het militaire orkest, werd Oscar Borg zijn opvolger. Ook bij het civiele koor "Fredrikshalds Sangforening" werd hij dirigent (1881–1918) als opvolger van Reißiger. Met dit koor voerde hij zijn hoofdwerk uit, het dramatisch gedicht over de ontdekking van Amerika door Leif Eriksson, voor solisten, mannenkoor en orkest op een tekst van Hans Woll. In 1882 werd hij ook opvolger van Reißiger als organist aan de Immanuels kirke (Immanuelskerk) in Halden (1882–1928). Hij was dirigent van Det Musikalske Selskab - Tistedalens Musikkforening van 1920 tot 1929. 
Borg was eveneens van 1887 tot 1915 zangleraar aan de "Fredrikshalds offentlige høiere Almenskole (Fredrikshalds openbare hoger Almen School)". 
Hij wordt vaak aangeduid als de Noorse mars koning en schreef vele bekende liederen, waaronder Gud signe Noregs Land (God zegent het Noorse land) op een tekst van Arne Garborg. Zijn werken worden gekenmerkt door goede melodieën, goedklinkende harmonieën en een professionele instrumentatie. Borg schreef 60 marsen, 275 liederen en koorwerken en rond 170 bewerkingen van klassieke muziek. Hij was erelid van de Noorse zangersfederatie. 
Hij ontving prijzen en onderscheidingen in Noorwegen, Zweden en de Verenigde Staten, zoals de Gouden koninklijke Orde van Verdienste, ridder der Eerste Klasse in de Zweedse Orde van Vasa, met de Kong Oscar IIs medalje til belønning for fortjenstlig virksomhet (Koning Oscar II gouden medaille voor verdiensten) en de keizer Wilhelm II medaille voor verdiensten in de oorlog.

## Composities

### Werken voor orkest
- 1917 Ved Havet, voor kamerorkest

### Werken voor harmonieorkest
- 1870? Krigermarsj
- 1870 Norsk Garde Marsj
- 1870 Pandore on "Les Deux Gendarmes"
- 1870 Sønner av Norge Marsj
- 1870/1880 17de Mai Marsj
- 1871 Bataljonsmarsj, op. 32
- 1871 Fremad Marsj
- 1871 Sørge Marsch
- 1874? Emilie-marsj
- 1878 Ved Havet, wals
- 1879 Jernbane-Galop (Spoorweg galop), op.12
- 1879 Oscar II. Fest-Marsj
- 1884 Revue Marsj
- 1886 Norsk Turnermarsj, op.11
- 1892 Sølvbryllupsmarsj
- 1894 Den Norske Løve, op.35
- 1894 Freidig marsj
- 1896 Nordpol-marsj, op. 33
- 1897? Hilsningsmarsj
- 1898 Norsk Studentermarsj
- 1899 Fredrikstens Marsj, op. 18
- 1900 Parade-Marsj
- 1900? Divisionsmarsj
- 1900? Gambetta-marsj
- 1901 Tordenskiold-marsj: Marche héroïque
- 1905 Kong Haakon VII's Honnørmarsj, op.55
- 1906? Peder Colbjørnsens marsj
- 1910 Haldensernes Marsj, op. 59
- 1912 Fotballmarsj
- 1913 Amerika-Norge: Festmarsj
- 1914 Jubileums-Festmarsj
- 1915 Sørgemarsj
- 1916 Generalstabens Honnørmarsj
- 1918 Roer-Marsj
- 1920 Boksermarsch
- 1922 Ungdomsmarsch
- 1924 Norske Gutter
- 1924 Sangerfestmarsj
- 1929 Kronprins Olavs Honnørmarsj
- Første brigades parademarsj
- Bellmannmarsjen
- Brigademarsj
- Defilermarsj
- Den Norske Armes tappenstrek og Revelje
- Dølamarsj
- Elektra
- Fest-Marsj, op. 29
- Fotball marsj
- Gamle Halden
- Halden Guttekorps Marsj
- Hilsen til Lillehammer
- Honnør Marsch
- Huldreslåt, op. 9
- Idylle, op. 8
- Jegernes Hjemkomst
- Kronpris Gustav-Marsj
- Lærkekvidder
- Morgenfrisk
- Reinlender
- Rosens Bild, voor bariton en harmonieorkest
- Sangermarsj
- Sørgemarsj
- Sommerstemning, voor kornet en harmonieorkest
- Strømstad-marsj
- Tistedal galop
- Vår-Lyst

### Vocale muziek

#### Cantates
- 1929 Sangerminder, feestcantate voor tenor, mannenkoor en orkest (of piano)

#### Werken voor koor
- 1892 Leif Eriksson, voor solisten, mannenkoor en orkest, op.45 - tekst: Hans Woll
- 1911 Hav, voor mannenkoor - tekst: Idar Handagard
- 1911 I Stormen, voor mannenkoor - tekst: Johan Sebastian Welhaven
- 1911 Skjønhedslandet, voor mannenkoor - tekst: Johan Halmrast
- 1912 O Vaar, voor mannenkoor - tekst: Per Sivle
- 1913 Flaget, voor mannenkoor - tekst: Theodor Lövstad
- 1913 Gloria, voor gemengd koor - tekst: Sigvald Skavlan
- 1913 Korsets Krigere, voor mannenkoor - tekst: Sigvald Skavlan
- 1913 Store Profet!, voor gemengd koor - tekst: Joakim Neander ved Brorson
- 1913 Vårens Vandring, voor mannenkoor - tekst: Daniel Fallström
- 1917 Fattigmandsröst, voor mannenkoor - tekst: Herman Wildenvey
- 1917 Farvel, voor mannenkoor - tekst: Herman Wildenvey
- 1917 Maistrofe, voor mannenkoor - tekst: Herman Wildenvey
- 1917 Pinselilje, voor mannenkoor - tekst: Herman Wildenvey
- 1917 Selma, voor mannenkoor - tekst: Herman Wildenvey
- 1919 Ballets Dronning, voor mannenkoor - tekst: Herman Wildenvey
- 1919 Gjennem Haven, voor mannenkoor - tekst: Herman Wildenvey
- 1919 Aftenbetragtning, voor mannenkoor - tekst: Herman Wildenvey
- 1927 Blåveis, voor mannenkoor - tekst: Andreas Jynge
- 7 Sange for Mandskor, voor mannenkoor, op. 17
- Aftenrøster, voor mannenkoor
- Aftensang, voor mannenkoor - tekst: Jørgen Moe
- Davids 61ste Salme (61e Psalm), voor gemengd koor
- Fædrelandssang, voor mannenkoor, op.39
- Fest, voor mannenkoor - tekst: Herman Wildenvey
- Fram Østerdøler, voor gemengd koor - tekst: Ivar Mortenson
- Gud signe Noregs Land (God zegent het Noorse land), voor mannenkoor en piano (of orkest) - Arne Garborg
- Lette firstemmige sange, voor gemengd koor
- Norsk Fedralandssong, voor gemengd koor, op. 39 - tekst: Arne Garborg
- Now the day is over, voor gemengd koor en piano
- Over de høie fjelde, voor mannenkoor - tekst: Bjørnstjerne Bjørnson
- Sang for Østfold, voor gemengd koor - tekst: Karl Skallerud
- Sangen, voor mannenkoor
- Troubadouren, voor mannenkoor - tekst: Johan Sebastian Welhaven
- Værg dit land!, voor gemengd koor, op. 81
- Yderst ved Havet, voor mannenkoor - tekst: M. G. Jessing

#### Liederen
- 1876 Tre sange, voor zangstem en piano, op. 2
  1. Sångarens hem
  2. Gjæter-Jenten
  3. Under en Gran
- Sange...II: Sommerstemning, voor zang en piano - tekst: Kristoffer Randers
- Tre Sange, voor zangstem en piano 
  1. Morgen paa Havet
  2. Signe
  3. Notturno

### Kamermuziek
- 1913 Norsk fantasi, voor viool en piano
- Ballade, voor viool en piano, op. 16
- Sommerstemning, voor kornet en piano

### Werken voor orgel
- Bryllupsmarsch
- Choral Präludium "O Hjertens Ve, og Sorg at se"
- Festpraeludier
- "I alle Tonarter" - Korte og lette Koralforspil
- Sørgemarsch

### Werken voor piano
- 1878 Ved havet vals
- Amerika-Norge: Festmarsch
- Bataljons-Marsch
- Bokser-Marsch
- Den norske armè og marines revelje og tappenstreg
- Den Norske Løve
- Football-Marsch
- Generalstabens Honnörmarsch
- Humoreske, op. 10
- Norske Gutter-Marsch
- Roermarsch